# Рокаромана (Казерта)
Рокаромана (итал. Roccaromana) је насеље у Италији у округу Казерта, региону Кампанија.
Према процени из 2011. у насељу је живело 302 становника. Насеље се налази на надморској висини од 149 м.

## Становништво
| 1931. | 1936. | 1951. | 1961. | 1971. | 1981. | 1991. | 2001. | 2011. |
| ----- | ----- | ----- | ----- | ----- | ----- | ----- | ----- | ----- |
| 1.434 | 1.550 | 1.589 | 1.399 | 1.051 | 1.122 | 1.006 | 1.035 | 878   |